# 菅原義広
菅原 義広（すがはら よしひろ、1958年1月2日 - 2011年2月4日）は元国際A級モトクロスライダー（関東名門チームの東希和レーシング→チームグリーン）。チームグリーンの最初のメンバー。1984年国際B級125チャンプを経て、1985年に国際A級入り。二輪車安全運転準指導員（1986年11月20日認定）。四級小型船舶操縦士免許、フォークリフト運転技能講習修了証、危険物取扱者免状（乙種4類）、消防設備士免状（乙種6類）、2級ボイラー技士免許証所持。
ブリヂストンの社員。的確にエンジニアに伝えフィードバックできる能力、開発力のあるテストライダー、テストドライバーとして高く評価されている。
1988年10月25日、神戸市内のホテルで、りかサンと挙式。この式で仲人を務めたのは、東希和レーシングの先輩である伊田井佐夫夫妻。列席者のなかには、岡部篤史、立脇三樹夫、野宮修一らのＡ級ライダーが顔を並べた。
2011年2月4日ブリヂストンの栃木工場のトレーニング室で、エアロバイクを漕いでいる最中に倒れた。18時20分には「負荷をかけ過ぎた。低血糖だ。」と話し、意識はあった。18時50分に救急隊が到着した時には、心肺停止状態で、大田原赤十字病院へ搬送された。19時24分に死亡が確認され、作成されたのは、死亡診断書ではなくて、死体検案書だった。心筋梗塞により他界。享年53。法名は釋義敬。墓所は、那須塩原市の赤田霊園にある。
山形県東根市出身。菅原家の家紋は丸に梅鉢紋。

## 経歴

### モトクロス (MX) の戦歴
- 1979年 - 初レース（21歳）
- 1981年 - 第14回　５時間耐久ＭＸ（ＭＣＦＡＪ　東京都西支部）　総合優勝
- 1982年 - 全日本モトクロス選手権シリーズランキング 国際B級125 ccクラス 24位 / 国際B級250 ccクラス 25位
- 1983年 - 全日本モトクロス選手権シリーズランキング 国際B級125 ccクラス 9位 / 国際B級250 ccクラス 6位　　　　　　　　　　　　　　　　　　　　　　　　　　　　　　　　第3戦（中部スポーツランド）　　　：125 ｃｃ   1位
- 1984年 - 全日本モトクロス選手権シリーズランキング 国際B級125 ccクラス チャンピオン / 国際B級250 ccクラス 2位
  - 第1戦(セーフティパーク埼玉）   　：125 cc　 4位
  - 第2戦（四国）　　　　　　           　：125 cc　 2位
  - 第3戦（中国）　　　　　　           　：125 cc　 3位
  - 第4戦（鈴鹿サーキット）            ：125 cc　 6位　　250 cc　 1位
  - 第5戦（菅生）            　           ：125 cc 　1位
  - 第6戦（北海道）                      ：125 cc 　2位　　250 cc　 1位
  - 第8戦（山形）　                       ：125 cc 　3位　　250 cc 　1位
  - 第9戦（九州）　                       ：125 cc　 2位　　250 cc　 1位
  - 第10戦日本GP（鈴鹿サーキット） ：125 cc　 2位 　 250 cc 　2位
  - チャンプを決めた125 ccでは最低でも6位。4ポイント差でランク2位となった250 ccでは4回の優勝を飾る。この頃の練習量の多さは有名。
- 1985年 - 全日本モトクロス選手権シリーズランキング 国際A級250 ccクラス 17位
  - 第3戦（オートランド山陰）　         ：ヒートⅠ　12位
  - 第4戦（鈴鹿サーキット）　           ：ヒートⅡ  12位
  - 第6戦（松山オートテック）　         ：ヒートⅡ　10位
  - 第7戦（ルスツ高原）               　：ヒートⅠ　14位 　　ヒートⅡ　13位
  - 第8戦（男鹿山牧場）　              ：ヒートⅠ　 11位　 　ヒートⅡ　10位
  - 第9戦（加西）　                       ：ヒートⅠ　 10位
- 1986年 - 全日本モトクロス選手権シリーズランキング 国際A級250 ccクラス 16位
- 参戦したJapan Super Motocross（ジャパンスーパークロス）：①1984年11月18日大阪市南港南埠頭特設会場②1987年11月29日神宮球場③1988年11月13日阪急西宮球場④1988年11月20日神宮球場⑤1990年11月18日神宮球場

- 東希和レーシングの会長 中谷年宏は 1982年1月2日他界
- 1982年 平井稔男が牽引するチームグリーンは 菅原義広、中深迫正、岡山照一の3人でスタートする
- 1984年 チームグリーン 正式に発足
- 1985年 カワサキオートバイ販売（株）が支援するチームグリーンのレース体制
  - 総括 - 永友節雄
  - 総監督 - 平井稔男
  - MX RACE監督 - 平井稔男
  - MX RACER - 菅原義広、中深迫正、多田洋之、調所伸一、武田晴喜、長沼朝之、花田茂樹、片山章
  - ROAD RACE監督 - 野田忠世
  - ROAD RACER - 岡正弘、斉藤昇司、日下直一、新谷永喜、多田喜代一、西田克也

### マウンテンバイク (MTB) の戦歴
- 1993年9月26日 - MTB JAPAN GRAND PRIX 1993 EAGLE CUP IN HAKUBA ダウンヒル エキスパートの部 優勝
- 2001年9月01日 - JCF MTB ジャパンシリーズ J1 岩手 / 安比高原 DH エリート男子 64位
- 2001年9月29日 - JCF MTB ジャパンシリーズ J2  青森 / 平内夜越山 DH エリート男子 21位
- 2002年9月28日 - JCF MTB ジャパンシリーズ J2  青森 / 平内夜越山 DH エリート男子 3位
- 2003年8月23日 - JCF MTB ジャパンシリーズ J1 青森 / モヤヒルズ DH エリート男子 62位

## 職歴
- 1982年 ～ 1986年 　チームグリーン在籍中はカワサキの開発テストライダー（KXシリーズの熟成に努める）
- 1989年7月1日 　ブリヂストン技術センター入社 　二輪車用タイヤ実車試験担当
- 1990年10月16日 　ブリヂストンプルービンググラウンドに転勤 　乗用車用タイヤ実車試験（特にオフロード車）を約20年間担当
二輪の経験がある菅原は、路面に対して非常に敏感である。テストドライバーに求められることは、乗った感じがどうであったかのフィーリングに重点を置き、信頼のある評価ができることである。当然、同じタイヤを試験すれば、全く同じコメントが書けなければいけない。それが完全にできるのは、菅原義広しかいない。
まさに神の域に達している。
2003年8月27日 NHK BS23で放送された「経済最前線」では、ブリヂストンの新製品 乗用車用スタッドレスタイヤ BLIZZAK REVO 1の開発テストドライバーとして取材に応じた。